# مايكل أشبورنر
مايكل أشبورنر (بالإنجليزية: Michael Ashburner) (مواليد 23 مايو 1942) عالم أحياء حاصل على زمالة الجمعية الملكية، وأستاذ فخري في قسم علم الوراثة في جامعة كامبريدج، شارك في تأسيس معهد المعلوماتية الحيوية الأوروبي، ومختبر علم الأحياء الجزيئي الأوروبي وعمل مديرًا لها، كما أنه زميل في كلية تشرشل في كامبريدج.

## التعليم
ولد أشبورنر في ساسكس، إنجلترا، وارتاد مدرسة وايكومب الثانوية الملكية من 1953 إلى 1960. درس في كلية تشرشل في كامبردج وحصل على درجة البكالوريوس في العلوم الطبيعية (علم الوراثة) عام 1964، ودرجة دكتوراه في الفلسفة لنفس التخصص عام 1968، ودكتوراه في العلوم عام 1978.

## مسيرته البحثية والمهنية
تركزت معظم أبحاث أشبورنر على ذبابة الفاكهة الشائعة (باللاتينية: Drosophila melanogaster). بدأت مسيرة أشبورنر المهنية مع بداية نشأة علم البيولوجيا الجزيئية قبل تطوير معظم تقنيات الحمض النووي المستخدمة حديثًا. مع ذلك، فقد أثبت من خلال ملاحظته لأنماط «التنفش» في الصبغيات عديدة الخيوط وجود سلسلة من الضوابط الجينية الوراثية في مرحلة تطور ما بعد اليرقة يسببها الإكديسون (هرون الانسلاخ). أصبح نموذج أشبورنر الذي أوجده عام 1974 نموذجًا لتنظيم الجينات الحيوانية عديدة الخلايا مثل ما فعل نموذج جاكوب مونو مع بدائيات النوى. ساعد أشبورنر خلال مسيرته المهنية بشكل كبير في إرشاد وتوجيه عدد من طلاب الدكتوراه، وطلاب ما بعد الدكتوراه.
كان أشبورنر أيضًا عضوًا في الوحدة التي أوجدت تسلسل جينوم ذبابة الفاكهة الشائعة (باللاتينية: Drosophila melanogaster) وشرحته. شكلت مسيرة أشبورنر في إيجاده لهذا التسلسل حجر الأساس لكتاب بعنوان «الفائز للجميع: كيف وُجد تسلسل جينوم ذبابة الفاكهة الشائعة» (بالإنجليزية: Won for All: How the Drosophila Genome Was Sequenced). كانت الجهود الكبيرة التي بذلها مختبره لتحديد منطقة نازعة هيدروجين الكحول لا تقدر بثمن، واعتمد عليها للتحقق من صحة اسراتيجيات الشرح عندما أصبحت المعلومات الجينومية متاحة. تلقى أشبورنر وزملاؤه تمويلًا من مجلس أبحاث التكنولوجيا الحيوية والعلوم البيولوجية ومجلس البحوث الطبية ومجلس بحوث الهندسة والعلوم الفيزيائية لدراستهم وأبحاثهم.

### علم الأحياء الحسابي
يعد أشبورنر رائدًا في مجال الاستفادة من تطبيقات أجهزة الكمبيوتر في علم الأحياء. تشمل مساهماته مشاركته الفعالة في إنشاء قاعدة فلاي (FlyBase)، وتطوير منصة الأنطولوجيا الطبية الحيوية المفتوحة، وكذلك قاعدة الكيانات الكيميائية للأهمية البيولوجية (ChEBI)، التي كانت جهوده مثمرة في تأسيسها، وتأمين موقعها في المملكة المتحدة، وعمل كأول رئيس لها بالشراكة مع جراهام كاميرون.

### مناصرة العلوم المفتوحة (الحرة)
لعب أشبورنر  خلال انخراطه في إيجاد ترتيب تسلسل جينوم ذبابة الفاكهة الشائعة دورًا فعالًا في ضمان إتاحته للعامة مع التعليقات التوضيحية.

### الجوائز والأوسمة
انتُخب أشبورنر عضوًا فخريًا أجنبيًا في الأكاديمية الأمريكية للفنون والعلوم عام 1993. حصل على ميدالية غريغور منديل من أكاديمية العلوم في جمهورية التشيك في عام 1998، وأول جائزة جورج دبليو بيدل لجمعية علم الوراثة في أمريكا عام 1999، ودكتوراه فخرية من جامعة كريت في عام 2002، ودكتوراه فخرية للعلوم من جامعة أدنبرة في عام 2003، وميدالية جمعية علم الوراثة في المملكة المتحدة الجمعية في عام 2005، وجائزة فرانكلين لمنظمة المعلوماتية الحيوية في عام 2006.